# 森田嘉助
森田 嘉助（もりた かすけ、文政12年（1829年） － 慶応4年（1868年））は、江戸時代後期の武士。壬生城主・鳥居氏の主要家臣の一人。
下野国出身。森田隆康の第一子。幼名玄次郎（げんじろう）。通称仁之斎（じんのさい）。兄弟に森田惟朗、森田重蔵など。妻は、同じ藩内の某女子。子に森田泰胤、森田仁久朗、森田淑子など。鳥居家が治める壬生藩において最強と云われた武士であった。
父・隆康は壬生城に於いて鳥居家の武家指南役などを務めていたようである。鳥居忠意の代から、学芸指南教授方も務めている。仁之斎は壬生藩の中で、鳥居家に代々仕える側近森田氏の直系筋の一人であるとされている。1845年（弘化2年）、家督を相続。1868年（慶応4年）、鳥羽・伏見の戦いで戦死。

## エピソード
- 幼名の「玄次郎」とは、剣の師である高岡玄一郎の弟子であったため、こう呼ばれた。「仁之斎」は志士名であるが、これは普段から温和しい人柄であるが、それを崩すことのないまま剣を振るうことが出来るために由来する。鳥居家三代に仕えて幾度となく功績を挙げたが、報奨をもらうことに喜ばなかった。ボランティアのような精神で仕えており、仁之斎は自分の仕事の月々の給与などとは別の報奨は受け取らなかった。

- 剣の流派は鹿島の流れを組む高岡派一刀流。特技は唐竹からの斬り返しである「朱雀斬り」。「先の先」を取るのが極めて巧い武士であったとも云われ、稽古で相手をした者はみな動いた瞬間に間合いを詰められ、一本取られたという。また、剣だけでなく、柔術や徒手格闘術にも長けていた。「酒を飲んでも剣に乱れがない」と言われたほどの酒豪でもあった。

- 身長約五尺六寸（170cm）、体重約一七貫二斤（65kg）とされ、当時としては大柄な武士であったとされる。壬生藩森田氏の男系はみな小兵だが、筋骨隆々で動きが素早く、たとえ痩躯の者でも並以上の力を発揮したという。

- 仁之斎は、茶道・絵画・学問に精通し「城内の字引」とまで言われた。また、その穏和な性格から、同藩内の女子からも男子からも慕われていた。だが、激怒すると容赦なく斬り捨てる憤激短気な面もあり、藩内の友人である福田佐次郎が夜道、20人の博徒に討れると、仁之斎は単身で博徒の組頭の家に乗り込み皆斬り伏せたといわれる。

- 現在、この仁之斎の流れを組む子孫は、栃木県内に散らばる森田氏であると思われる。森田一族には、鳥居氏を護衛する役に就いていた者が多いため、現在でも栃木県内には鳥居家のある地には森田姓が必ず存在している。しかし、森田氏には県北の那須姓からの別派もあるため、断定は出来ない。